# Manoir de Métot
Le manoir de Métot est une demeure du XVIIIe siècle qui se dresse sur le territoire de la commune française de Tréauville, dans le département de la Manche, en région Normandie.
Le manoir est partiellement inscrit aux monuments historiques.

## Localisation
Le manoir est situé, à 1,4 km au nord-est de la centrale nucléaire de Flamanville, au nord-ouest de la commune de Tréauville, dans le département français de la Manche.

## Historique
Le manoir a été construit, sous Louis XIII, par la famille Duchevreuil, qui le conservera jusqu'en 1831.

## Description
Le manoir, très caractéristiques du Cotentin, bâti en granit est précédé d'un double portail et d'une cour de dépendances. Le corps d'habitation, s'éclaire notamment par des fenêtres à meneaux sans moulures, et a sur l'arrière un escalier à vis accolé, ainsi que de robustes cheminées.

## Protection aux monuments historiques
Les façades et les toitures du manoir et des communs, y compris le porche d'entrée, sont inscrits au titre des monuments historiques par arrêté du 12 mai 1975.